# Me siento tan bien
Me siento tan bien è un brano musicale della cantante italiana Laura Pausini. È il 3° singolo estratto nel 1999 solo in Spagna dall'album Mi respuesta del 1998. È la versione spagnola di Che bene mi fai.

## Il brano
La musica è composta da Eric Buffat; il testo è scritto da Laura Pausini e Cheope; l'adattamento spagnolo è di Badia.
La canzone in lingua italiana Che bene mi fai, presente nell'album La mia risposta, non viene estratta come singolo in Italia e pertanto non è pubblicata su supporto audio, non viene trasmessa in radio e non è presente il videoclip.
Il brano in lingua spagnola viene trasmesso in radio, ma non viene realizzato il videoclip.

## Tracce
CDS - Promo 01407 Warner Music Spagna
1. Me siento tan bien

Download digitale
1. Che bene mi fai
2. Me siento tan bien

## Pubblicazioni
Che bene mi fai viene inserita in versione Live nell'album Live in Paris 05 del 2005 (Medley video).

## Crediti
- Laura Pausini: voce
- Alex Richbourg: programmazione ritmica
- Eric Buffat: programmazione tastiere, tastiera
- Dado Parisini: tastiera
- Ray Fuller: chitarra elettrica
- Nathan East: basso elettrico
- John Robinson: batteria
- Luca Jurman: cori
- Giulia Fasolino: cori
- Antonio Galbiati: cori